# 板栗
板栗（学名：Castanea mollissima），又名栗、中国栗，是壳斗科栗属的植物，原产於中国，分布於、辽宁、北京、天津、河北、山西、陕西、山东、江苏、安徽、上海、浙江、江西、福建、河南、湖北、湖南、海南、广东、广西、重庆、四川、贵州、云南、西藏等地，生长於海拔370－2800米的地区，多见於山地，已由人工广泛栽培。

## 特征
落叶乔木，株高达20米，树冠冠幅大。单叶互生，长10－22厘米，宽4.5－8厘米，叶缘锯齿状。柔荑花序长4－20厘米，雌雄异花，雌花位於花序基部，具刺针，雄花位於花序的其他部分，雄花先雌花开放。果实总苞又称栗蓬，被密刺束，直径4－8厘米，包含2－3枚棕色有光泽的坚果即栗子，有时可达4枚或以上，野生坚果直径2－3厘米。果期9－10月。学名mollissima源於柔软多绒毛的嫩芽和新叶。

## 生境
板栗性喜光，耐旱，耐瘠薄，喜肥沃土壤，生长率适中。
板栗与日本栗（C. crenata）、美洲栗（C. dentata）、欧洲栗（C. sativa）等栗树栽培在一起时会发生物种间杂交。
板栗在演化过程中已经与寄生在树皮上的真菌栗疫病菌（Cryphonectria parasitica）共存了很长一段时间，而与其他栗属物种相比，其演化是较为成功的，因为它虽然对栗疫病菌并不免疫，但却可以抵御住栗疫病菌的病害，在其感染後受损很小。但如果是美洲栗感染这种从亚洲引入到北美洲的真菌，就会彻底死亡。北美洲正积极地进行研究，将板栗与美洲栗进行杂交，以最大限度地保持美洲栗的优良特性，如高大的植株、较大的叶片、较大的坚果、较高的甜度以及良好的适应力，并拥有中国板栗对栗疫病菌良好的耐受力。

## 用途

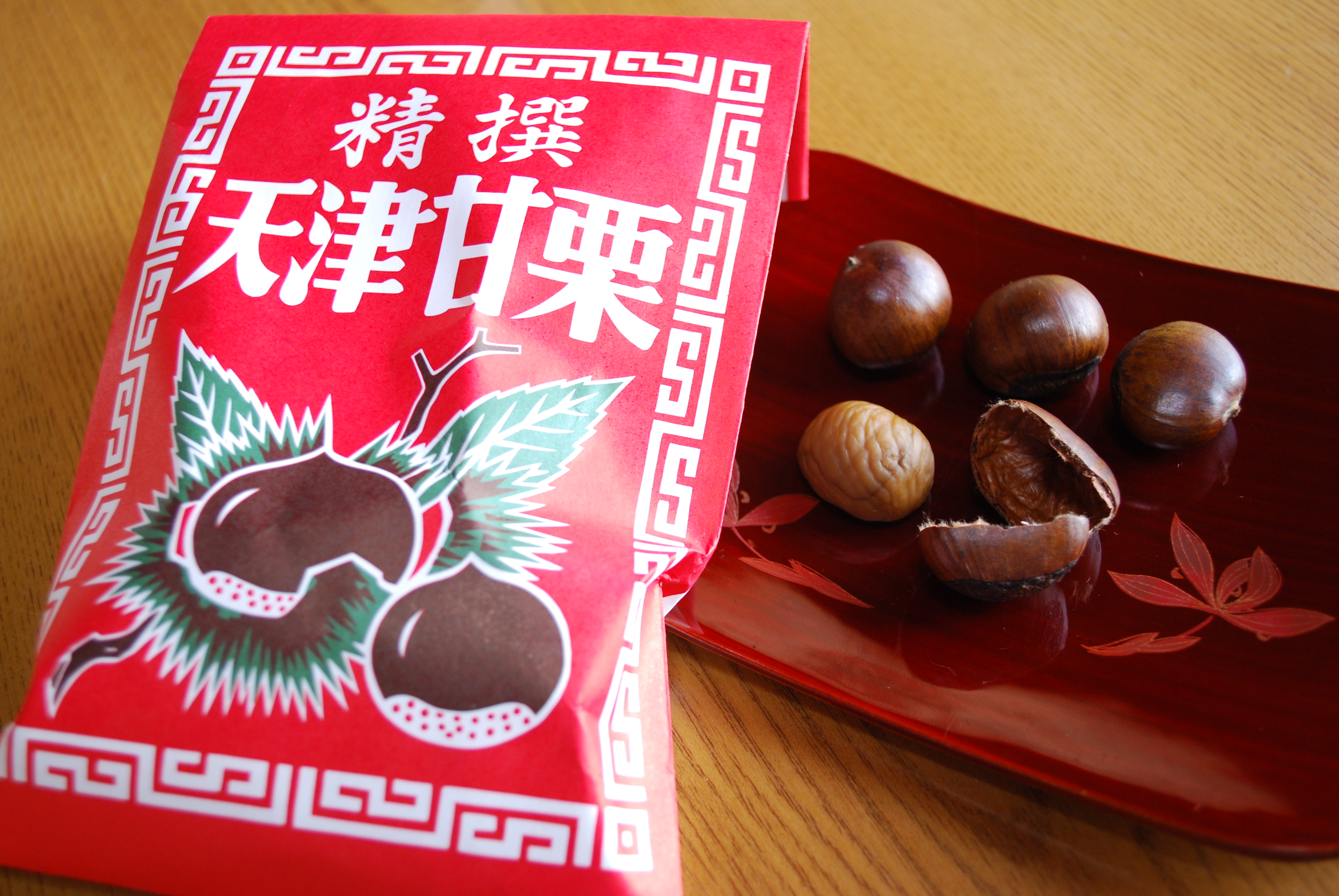
日本的天津甘栗

板栗可食用，营养可口，因此在东亚广泛栽培，同时对於野生动物来说也是重要的食物。